# Farkas Ferenc (gazdasági szakíró)
Alsóőri Farkas Ferenc (Bálvány-Szakállas, Komárom vármegye, 1852. május 4. – Anyala-puszta, Komárom vármegye, 1916. július 27.) hercegprímási uradalmi gazdasági intéző, gazdasági szakíró, hercegprímási uradalmi nagybérlő.

## Családja és származása
Az ősrégi nemesi származású alsóőri Farkas családnak a sarja. A család ősei azokhoz a Vas vármegyei határőrökhöz tartoztak, akiket I. Károly magyar király Borostyánkő és Németújvár között telepített le; 1327. július 1-jén Óváron ezeket a királyi őröket (spiculatores nostri) nemcsak a régi (IV. Béla, V. István és IV. László) királyok idejében élvezett kiváltságaikban erősítette meg Károly Róbert, hanem egyszersmind az országos nemesek közé is sorozta és részükre külön „őrnagyságot” szervezett. Ezeknek a népes királyi nemes szolgáknak az utódai 1582. február 18-án Rudolf magyar királytól még 64 határőri családdal együtt, majd később 1611. február 16-án is Alsó- és Felsőőrre nyertek földbirtokadományt. Farkas Ferenc felmenői a Vas vármegyei Kancsóc (Felsőszentbenedek) nevű településre kerültek, ahol földbirtokosok lettek és majd 1690. április 2-án nyertek címeres-levelet I. Lipót magyar királytól. A Kancsócon lakó alsőeőri Farkas családnak egy másik ága Zala vármegyébe került és az "alsóőri" nemesi előnevet teljesen hanyagolva, királyi birtokadomány után (1716. március 22.)  a "boldogfai" nemesi előnevet viselte; ezzel "született" a boldogfai Farkas család.
Apja alsóőri Farkas József (1816–1910), hercegprímási uradalmi jószágfelügyelő, anyja nemes Józsa Wargha Rozina (1825–1906) volt. Az apai nagyapja alsóeőri Farkas János, aki uradalmi tiszttartó (provisor dominalis) volt Zicsen 1795 és 1802 között a Zichy családnál, majd 1807 és 1816 között Bajnán a gróf Sándor családnál, és apai nagyanyja nemes Somogyi Julianna volt. Ükapja alsóeőri Farkas Mihály 1751-ben nyert nemesi bizonyítványt Somogy vármegyében. Az anyai nagyszülei nemes Józsa-Wargha László, főszolgabíró, földbirtokos és Kelepecz Anna voltak. Az anyai nagybátyja nemes Józsa-Wargha Benedek (1807–1896), királyi tanácsos, Esztergom vármegye első alispánja, 1848—49. évi magyar országgyűlési képviselő. Farkas Ferencnek a nővére alsóeőri Farkas Anna (1859-1897), akinek a férje nemespanni Czobor Gyula (1841-1908), prímási uradalmi intéző; Czobor Gyula és alsóeőri Farkas Anna gyermeke nemespanni Czobor Imre (1883–1959) kerületi kormánybiztos, Komárom és Esztergom vármegyék főispánja 1920-tól az újabb vármegyerendezésig. Farkas Ferenc fivére alsóeőri Farkas Géza (1870–1944), az országgyűlés Felsőházának a tagja, hercegprímási uradalom intéző, közgazdasági író, az Országos Dohánytermelő Egyesület alelnöke, földbirtokos.

## Élete
Farkas Ferenc a gimnáziumot Komáromban végezte. 1868—69-ben gazdasági gyakornok volt, azután a keszthelyi magyar királyi gazdasági felsőbb tanintézetet látogatta, honnét 1872-ben Esztergomba került írnoknak; majd három évig az esztergomi érseki uradalom igazgatósági, azután félévig a számvevőségi hivatalban működött. 1875-ben Bálvány-Szakállason, majd Csémen lett gazdasági segéd, 1877-ben pedig ismét Esztergomban uradalmi ellenőr. 1883. novembertől a komárommegyei Lándoron mint gazdasági intéző működött. Mint az esztergomi gazdasági egyesület titkára 1882-tól 1886-ig szerkesztette az általa kezdeményezett Gazdasági Értesítőt. E közlönyben több gazdasági cikket írt (1882. Az okszerű és olcsó trágyatelepek készítéséről, A birtok-minimum kérdése megyénkben, Hogyan feleltessünk, Gazdasági kiállítások és azok fontosságáról, 1883. A magyar mezőgazdasági gépgyártás haladásáról, Alakítsunk mesterséges kaszállókat és legelőket és ezáltal emeljük állattenyésztésünket sat.). A Gazdasági Lapokba és a Mezőgazdasági Szemlébe több szakczikket írt.

## Házassága és leszármazottjai
Selmecbányán, 1880. augusztus 8-án feleségül vette a polgári származású Szlamka Anna Anasztázia (Berencsfalu, 1859. április 25. –Budapest, 1936. január 6.) kisasszonyt, akinek a szülei Szlamka István, királyi albíró, jegyző és Czibuya Mária voltak. Az anyai nagyszülei Czibulya János (1816–1893) Gyerk község jegyzője, majd Ipolyságon, Pápán, majd Esztergomban adópénztárnok, és Benkovics Anna (1815–1859) voltak. Szlamka Anna anyai nagybátyja Czobor László, Hont vármegye alispánja, aki magyar nemességet szerzett 1899. október 10-én Ferenc József magyar királytól és a "Czibulya" nevét hanyagolva a "Czobor" nevet vette fel. Alsóeőri Farkas Ferenc és Szlamka Anna frigyéből született:
- alsóeőri Farkas Margit Mária Antónia (Esztergom, 1881. június 3.)
- alsóeőri Farkas Erzsébet Ilona Mária (Esztergom, 1883. július 1.–Budapest, 1964. december 12.). Férje: Köpesdy Elemér Sándor Vilmos (Pest, 1876. július 29.–Budapest, 1938. május 20., miniszteri tanácsos.[20]
- alsóeőri Farkas Ilona Anna Rozina (Sándor-puszta, Komárom, 1886. július 13.)
- dr. alsóeőri Farkas Xavér Ferenc (Sándor-puszta, Komárom, 1889. április 18., †1944. után), a Magyar Francia Biztosító R.-T. igazgatósági tagja.
- alsóeőri Farkas Anna Rozália Mária (Dunamocs, 1892. július 11.–†?).1.f.: kelenföldi Röck Béla (Budapest, 1882. szeptember 8.–1932. december 11.), gépészmérnök, a kelenföldi evang. egyházközség m. felügyelője.[21][22] 2.f.: nagykállói Kállay Tamás (Nagyhalász, 1875. január 7.–Gödöllő, 1963. január 29.), országgyűlési képviselő.[23] 3.f.: gróf hédervári Khuen-Héderváry Sándor (Hédervár, Győr vármegye, 1881. június 16. – Szentendre, 1946. október 15.) császári és királyi kamarás, magyar királyi titkos tanácsos, hivatásos diplomata, nagybirtokos, a III. osztályú Osztrák Császári Vaskorona-rend, illetve a Ferenc József-rend lovagkeresztje tulajdonosa.